# Coronel Pilar
Coronel Pilar is een gemeente in de Braziliaanse deelstaat Rio Grande do Sul. De gemeente telt 1.645 inwoners (schatting 2009).